# 聖塔菲德爾帕拉納
聖塔菲德爾帕拉納（西班牙語：Santa Fe del Paraná），是巴拉圭的城鎮，位於該國東部，由上巴拉那省負責管轄，距離東方市40公里，始建於2003年7月11日，面積771平方公里。